# Erula
Erula – miejscowość i gmina we Włoszech, w regionie Sardynia, w prowincji Sassari. Graniczy z Chiaramonti, Ozieri, Perfugas, Tempio Pausania i Tula.
Według danych na dzień 01.01.2021 gminę zamieszkiwało 707 osób, 17,98 os./km².